# Nieppe
 Nieppe (tiếng Hà Lan: Niepkerke) là một xã ở tỉnh Nord ở miền bắc nước Pháp. Xã này có diện tích 17,3 km², dân số năm 1999 là 7470 người. Xã nằm ở khu vực có độ cao trung bình 16 mét trên mực nước biển. 

## Dân số
- 1962: 4.997
- 1968: 5.341
- 1975: 6.903
- 1982: 7.238
- 1990: 7.417
- 1999: 7.470